# Anna Vikman
Anna Vikman född 13 januari 1981, svensk ishockeyspelare, forward som tog brons i OS 2002 och silver i OS 2006.

## Klubbar
- Moderklubb: Överkalix IF
- Klubb: MoDo Hockey

## Meriter
- VM 1999 4:a
- VM 2000 4:a
- OS 2002 3:a
- VM 2004 4:a
- OS 2006 2:a